# Лука Карбони
Лука Карбони (на италиански: Luca Carboni; * 12 октомври 1962 в Болоня, Италия) е италиански певец, автор на песни и музикант.
Отличил се от самото начало с интимния и замислен характер на текстовете на песните си, той прави своя дебют на музикалната сцена през 1981 г. като китарист и композитор, след което дебютира като солист през 1983 г.

## Биография

### 1976 - 1982 г.: Дебют с група „Теобалди Рок“
Лука Карбони е четвъртото от пет деца (три момчета и две момичета). Баща му работи във фирма за бебешки колички и играчки, а майка му Франка е домакиня. Той култивира страстта си към музиката от ранна възраст: още на 6 г. се научава да свири на пиано и слуша италиански певци-автори на песни като Лучо Батисти и Франческо де Грегори.
След средното училище се записва в гимназия за счетоводство и селско стопанство, но осъзнава, че те не са за него. Работи дълго време във фирма за детски колички и играчки, а също така и като подавач в елегантен магазин за дрехи в центъра на град Болоня, където един ден по време на студентска демонстрация е замерян с яйца.
През 1976 г., на 14-годишна възраст, основава група „Теобалди Рок“ заедно с още пет младежа, в която е китарист и композитор. Първите им репетиции се провеждат в енорийската църква. С групата той участва в много концерти през годините до 1980 г., навлизайки в културния фермент, който движи Болоня в годините на пънк рока и ню уейва.
През 1980 г. Теобалди Рок участват в събитието Болоня рок 80. През 1981 г. издават първите си и единствени 45 оборота с песните L.N. и „Миризма на зима“ (Odore d'inverno). Сингълът е издаден от Bazar (звукозаписна компания от Реджо Емилия) и е разпространяван на местно ниво. Въпреки това групата се разпада скоро след това. Качеството на звука на плочата не е много добро и днес е много рядко срещана.
Карбони не изоставя музикалната си страст и търси нови пътища. Възможността идва от група Стадио, които прочитат един от неговите текстове, оставен в гостилница Osteria da Vito (по онова време място за срещи на автори на песни и музиканти), и му предлагат да напише парче за първия им албум. През 1982 г. Карбони пише „Плавайки срещу течението“ (Navigando controvento), включена в едноименния албум на групата.

### 1983 - 1986 г.: Албуми...intanto Dustin Hoffman non sbaglia un filmиForever
Благодарение на срещата си с Гаетано Курери – лидер на група Стадио Карбони има възможността да направи първия си албум с италианската звукозаписна компания RCA. Записан през 1983 г. и издаден на 27 януари 1984 г., албумът „... междувременно Дъстин Хофман не греши филм“ (...intanto Dustin Hoffman non sbaglia un film), той може да се похвали с копродукцията на Курери и сътрудничеството на певците Рон и Лучо Дала. Албумът се продава в 30 хил. копия, а сингълът „Грешим“ (Ci stiamo sbagliando) – в над 50 хил. и влиза в класациите в Топ 20 на Италия за няколко седмици, като печели наградата „Зелен диск“ на Фестивалбар 1984 г. Карбони си проправя път преди всичко сред най-младата публика, която се разпознава във визията му за света и намира там своите тревоги и желания.
От август до декември 1984 г. певецът участва в турнето си Luca Carboni Tour 1984.
На 3 септември 1985 г. излиза „Завинаги“ (Forever) – вторият албум на певеца. Той достига продажби от 70 хил. копия, подобрявайки успеха на предишния, и влиза в класациите в Tоп 10 за няколко седмици. Той е допълнение към предишния му албум, запазвайки същия стилистичен код, но заемайки по-зряла гледна точка както в текстовете (които сега са и на социални теми, третирани с фина ирония), така и в музиката (с по-изискан аранжимент).
От юли до септември певецът прави турнето си Luca Carboni Tour 1985. През същата година той прави пауза, търсейки нови стимули и идеи, като също започва да се занимава с живопис. От януари до октомври 1986 г. участва в турнето Luca Carboni Tour 1986.

### 1987 - 1994 г.: Успех пред широката публика (албумиLuca Carboni,Persone silenzioseиCarboni)
Резултатът от по-продължителната и щателна разработка е албумът Luca Carboni, издаден на 26 септември 1987 г. Първият извлечен сингъл е „Силвия, знаеш го“ (Silvia lo sai) – песен, която успява деликатно да разкаже драмата на една тийнейджърска любов, завладяна от наркотиците. Песента става химн на поколенията подобно и на другият му сингъл „Пеперудка (Farfallina) – нежна и трогателна песен за желанието да обичаш. Тези сингли водят албума до 700 хил. продадени копия и лансират певеца в италианските класации: албумът е на първо място и остава в класацията общо над година. В този диск има място за романтика, опосредствана с ирония и с портрети, окачени между неговата Болоня и пейзажите на Адриатическо море.
От юли 1987 до септември 1988 г. той прави турнето си Luca Carboni Tour 1987-1988. През 1989 г. албумът Luca Carboni излиза и на испански език.
Въпреки консолидирания му успех срамежливият характер на певеца го отдалечава от вниманието на медиите, ограничавайки максимално имиджа му на публична личност. Критиците не винаги гледат благосклонно към него, упреквайки го за липсата на определена идеологическа ангажираност, която го снижава до икона за тийнейджъри. По-късно, реабилитирайки го, те започват да разпознават дълбочината на интроспекция зад закачливите му мелодии.
Бягството на Карбони от славата е постигнато с по-интимен и отразяващ албум, пропит с меланхолия, изсвирен с по-акустични звуци от предишните: „Мълчаливи хора“ (Persone silenziose), издаден на 24 ноември 1989 г. Това е по-интензивен и труден албум от предишните, в който авторът избира скромните хора, тези, които не командват и не са по вестниците, като емблема на ценности, които на определени социални равнища изглеждат непоправимо изгубени. Той умишлено ограничава промоционалните си изяви в медиите, но това не пречи албумът да достигне рекорд от 500 хил. продадени копия, воден от трогателната песен „Пролет“ (Primavera), изпълнена с емоции, които от миналото изплуват отново в настоящето с непрекъснати ретроспекции.
От март до септември 1990 г. той е на турне с Persone silenziose Tour 1990. Междувременно излиза и албумът „Бъдещето“ (L'avvenire), издаден във Франция, който е колекция от първите му три албума.
През 1991 г. певецът се появява в клипа на видеоклипа на песента „Фестивал Габиче море“ (Festival di Gabicce Mare) от втория албум на Биаджо Антоначи Adagio Biagio.
След две години Карбони създава друг албум: Carboni, издаден на 10 януари 1992 г. Водещ в него е сингълът „Нужна е зверска физика“ (Ci vuole fisico bestiale) със своята ирония към рок ритъма. Меланхоличната песен „Море, море“ (Mare, mare) се превръща в химн на лятото и му позволява да спечели наградата за сингъл на Фестивалбар през 1992 г. и Наградата за най-добър изпълнител на годината на песенния конкурс Vota la voce. От тези два сингъла са направени алтернативни дискотечни версии. Сингълът получава добър успех и в гръцките нощни клубове (Карбони записва нова версия, в която част от текста е преведен на гръцки език благодарение на сътрудничеството на Стефанос Корколис) и все още е един от най-известните италиански сингли в чужбина. От този албум са продадени повече от един милион копия, като почти всички от тях имат добра радио репутация. Други много успешни сингли са „Моят град“ (La mia città) – хаплива ирония към противоречията на нашия модел на развитие, и „Любовните истории“ (Le storie d'amore) – нежна любовна песен, написана с неговия исторически китарист Мауро Петели. Издадена е и нова версия на тази песен с участието на певеца Лари Джонсън, включена в компилацията Original Super Hits, публикувана и разпространявана от Би Ем Джи между 1993 и 1994 г. В парчето „Вдигайки очи към небето“ (Alzando gli occhi al cielo) Карбони пише как лидерите на мафията не се разкайват, как някои могъщи хора не се обръщат към вярата и това става в годината на фаталните атаки на мафията срещу Джовани Фалконе и Паоло Борселино. Албумът Carboni надхвърля един милион копия продажби, достигайки до троен платинен диск.
От март до август 1992 г. изпълнителят участва в турнето си Ci vuole un fisico bestiale Tour 1992. То е последвано през ноември и декември от Carboni-Jovanotti in concerto 1992 – осем концерта с Джованоти. Това създава предпоставки за дълго партньорство, което се проявява, наред с други неща, в студийно-концертната колекция „Дневник Карбони“ (Diario Carboni), публикувана на 25 октомври 1993 г. в десет европейски страни. Албумът съдържа песни на живо, ремикси и оригинални песни, включително три дуета с Джованоти: „Виждам изгрева на слънцето“ (Vedo risorgere il sole), „Микс 1992 Любовни истории + Курви и младоженки“ (Mix 1992 Le storie d'amore + Puttane e spose), „Или е Коледа всеки ден“ (O è Natale tutti i giorni...) и дуета с Уго Рапеци „Паяк“ (Spider). По време на 3-те дати (две в Болоня и една в Салерно) е записана и публикувана на 2 юли 1993 г. VHS Diario Carboni.
Също през 1993 г., заедно с Мауро Малавази, той продуцира албума „Идват нашите“ (Arrivano i nostri) на Уго Рапеци. Също през 1993 г. той се появява в ролята на свещеник във видеоклипа на песента „Мисля позитивно“ (Penso positivo), публикуван в албума на Джованоти Lorenzo 1994. Пее в дует с Марио Лавеци, Манго и Лаура Валенте песента „Бели повеи на живота“ (Bianche raffiche di vita), публикувана в албума Voci 2 на Лавеци. След това заминава за нова серия от концерти в Италия, Швейцария, Германия и Белгия: Ci vuole un fisico bestiale Tour 1993 Europa (май 1993 г.), Diario Carboni Tour 1993 (октомври-ноември) и Diario Carboni Tour 1994 Europeo (юни-юли 1994).

### 1995 - 1999 г.: След успеха (албумиMONDO world welt mondeиCarovana)
През 90-те години Карбони подчертава минималистичните си търсения и на 12 октомври 1995 г. излиза албумът му MONDO world welt monde. Той е записан с група почти на живо: това се усеща преди всичко в някои парчета (като стартовия сингъл „Национален химн“ (Inno Nazionale), ироничен към всички форми на егоизъм и расизъм), които звучат много грубо, без (почти) никакви постпродукция, само с твърдите и мръсни звуци на китара (изсвирена от Мауро Патели), бас, барабани и тромпет. Други парчета (като „Не е“ (Non è), което се подиграва на обществото, изградено от привидности) звучат съвсем различно, много по-плавно във фазата на продукция. Усещането за нехомогенност е очевидно: макар че това да може се критикува (и е критикувано от някои), все пак става въпрос на стилистичен избор.
Албумът му е последван от Mondo Tour 1996 – оригинално турне между февруари и ноември 1996 г. На някои концерти са записани две песни: Ex T. Blu във виртуален дует с Алесио Берталò и „Вдигайки очи към небето“ (Alzando gli occhi al cielo) в дует с Джованоти, впоследствие публикуван в албума на Карбони Live от 2003 г. През същата година албумът е издаден на испански език със заглавието MUNDO world welt mondo благодарение на сътрудничеството с Мигел Бозе. Карбони също пише за Биаджо Антоначи текста на песента „Щастливо семейство“ (Happy Family), публикувана в албума на Антоначи Il mucchio – песен, която е използвана като саундтрак на филма Tutor на китайския режисьор Ли Хонг.
Минимализмът на певеца достига своята крайност с албума „Каравана“ (Carovana), издаден на 7 май 1998 г. Той е направен изцяло от самия него на домашния му компютър в търсене на лек, атмосферен звук, с изключение на стартовия сингъл „Жените“ (Le donne). От септември 1998 г. до октомври 1999 г. изпълнителят участва в турнето си Carovana Tour 1998-1999.

### 1999 - 2003 г.: АлбумиLU*CA,Il tempo dell'amoreиLive, и бащинство
На 22 октомври 1999 г. излиза антологията „Времето на любовта“ (Il tempo dell'amore) за първите 15 години от кариерата на Карбони, посветена на раждането на сина му Самуеле. Колекцията съдържа непубликуваните песни „Моето момиче“ (La mia ragazza) и „Времето на любовта“ (Il tempo dell'amore).
От февруари до август 2000 г. той участва в серията европейски концерти Europe Live Tour 2000. През 1988 г. пише „Твоите криле, Болоня“ (Le tue ali Bologna) – химн на ФК „Болоня“ заедно с Андреа Мингарди, Лучо Дала и Джани Моранди и пее в дует с Мингарди песента Gig 2000 на болонски диалект, публикувана в албума на Мингарди Ciao Ràgaz.
На 26 октомври 2001 г. излиза албумът му LU*CA, чиито песни са посветени на сина му с изключение на „Желание за плач“ (Voglia di piangere) в памет на майка му, „Проблемите на хората“ (I problemi della gente) за социалния дискомфорт и „Звездичка (на авторите на песни)“ (Stellina (dei cantautori)), написана за смъртта на продуцента Ренцо Кремонини. Първият сингъл е „Наистина ли ме обичаш“ (Mi ami davvero) – декларация за любов противно на тенденциите за поквареност на времето, песен, която веднага извежда албума на върха на класациите. През 2002 г. излиза сингълът „Нашата история“ (La nostra storia), посветен на неговата партньорка, последван от „Думите“ (Le parole) и Stellina (dei cantautori).
От януари до октомври 2002 г. прави турнето си Lu*Ca Tour 2002.
На 7 май 2002 г. Карбони е гост на Джованоти на концерта в Медиоланум Форум в Асаго – етап на турнето на Джованоти Il quinto mondo Tour 2002. Те пеят в дует песента Mi ami davvero, която след това излиза в албума му Live от 2003 г.
На 6 декември излиза DVD-то „Автопортрет“ (Autoritratto), който събира десет видеоклипа, избрани от всичките публикувани от певеца. Също през същата година той прави дует с група Скиантос в песента „Сънливостта предизвиква зависимост“ (La sonnolenza provoca dipendenza), публикувана в албума им Doppia dose.
Албумът му Live е пуснат на 28 октомври 2003 г. и в него има 29 парчета, избрани от концерти от 1992 до 2002 г. плюс непубликуваната песен „Септември“ (Settembre).

### 2004 - 2007 г.: Албум...le band si sciolgono
На 26 февруари 2004 г. певецът публикува първата си книга „Автопортрет“ (Autoritratto), смятана от него не за книга, а за бъркотия от видения, последвана от много от неговите картини, изображения и скици, както и мисли, текстове и истории.
От февруари до септември участва в Autoritratto Live Tour 2004 – нова серия от италиански концерти. По-късно започва да работи върху нов материал. През лятото създава обложката на албума Bufalo Bill на Франческо де Грегори, която е продаден на търг. Приходите са дарени за благотворителност. На 15 октомври 2004 г. гостува на Биаджо Антоначи в Болоня на концерта от турнето му Convivendo 2004 – 2005 и двамата дуетират в песента Silvia lo sai.
През октомври 2005 г. Карбони пее в дует с Рон песента „Душа“ (Anima) – част от албума, приложен към вестник Кориере дела Сера „Но когато кажеш любов“ (Ma quando dici amore). Той съдържа 14 песни (включително 13 дуета) на големи италиански и международни музикални изпълнители (Ангун, Клаудио Балиони, Самуеле Берсани, Лоредана Берте, Кармен Консоли, Лучо Дала, Елиза, Джованоти, Марио Лавеци, Ники Николай и Стефано Ди Батиста, Раф и Тоска), и видео с Ренато Дзеро. Всички приходи от продажбата на албума са дарени на AISLA – Италианската асоциация за амиотрофична латерална склероза.
На 29 септември 2006 г. излиза новият му албум с оригинални песни, озаглавен „...Групите се разпадат“ (...le band si sciolgono), предшестван от сингъла „Меланхолия“ (Melancolia). Албумът вижда сътрудничеството на Пино Даниеле, който свири на китара в песента „Моят остров“ (La mia isola), и на Гаетано Курери – автор на музиката на песента „Проблясък от живот“ (Lampo di vita). В албума е включена и песента „Мисли по залез“ (Pensieri al tramonto), в която певецът пее в дует с Тициано Феро. Албумът се предлага в две версии: CD и CD + DVD. В DVD-то има, със сътрудничеството на Марко Павоне, трилогия от анимации, в които може да се види вдъхновението от поредицата комикси „Корто Малтезе“ на Уго Прат, чийто почитател е Карбони. Трите видеоклипа получават Награда „Италиански видеоклип“ през 2006 г., а през 2007 г. на Венецианските музикални награди видеото на La mia isola получава наградата за най-добър видеоклип на годината.
На 21 февруари 2007 г. излиза „Белези на времето“ (Segni del tempo) – биография под формата на интервю, написано от Лука Карбони и Масимо Кото, което обобщава неговите художествени и човешки истории. През същия месец песента „Меланхолия“ е използвана като саундтрак на филма „Нощта преди изпитите – днес“ (Notte prima degli esami – Oggi).
От февруари до октомври 2007 г. певецът участва в турнето ...le band si sciolgono Tour 2007.
На 16 ноември той се завръща с нова колекция: „Роза за теб“ (Una Rosa per te), състояща се от 36 любовни песни, сред които изпъкват „Има“ (C'è), „В обуквите“ (Dentro le scarpe) и „Песни по радиото“ (Canzoni alla radio): три песни, записани от него за група Стадио през 80-те години и неиздавани до момента).

### 2008 - 2010 г.: АлбумMusiche ribelli
На 15 февруари 2008 г. излиза албумът на Нери пер Казо Angoli diversi, съдържащ кавъра на песента Ci vuole un fisico bestiale в а капела версия в дует с Лука Карбони.
На 3 февруари 2009 г. певецът е гост звезда в телевизионния сериал по Rai 2 „Инспектор Колиандро“, в епизода „Двоен грабеж“.
На 16 февруари 2009 г. излиза новият му албум „Бунтарски мелодии“ (Musiche ribelli). Записан на остров Елба през последните месеци на 2008 г., той съдържа кавър версии на италиански автори на песни от 70-те и 80-те години, включително Musica rebelle (оттук и заглавието на албума) на Еудженио Финарди, Vincenzina е Enzo на Енцо Яначи, Raggio di sole на Франческо де Грегори, Venderò на Едоардо Бенато, Up Patriots to Arms на Франко Батиато, Eppure soffia на Пиеранджело Бертоли и La casa di Hilde на Франческо де Грегори, последната изпълнена от Карбони в дует с Рикардо Синигалия, който също фигурира като продуцент. Със Синигалия той записва и „Видях и някои щастливи цигани“ (Ho visto anche degli zingari felici) – известна песен на Клаудио Лоли от 1976 г. и сингъл, излязъл на 10 октомври 2008 г., който предшества издаването на албума.
От март до октомври певецът прави турнето си Musihe ribelli Tour 2009.
На 21 април участва в записа на песента Domani 21/04.2009, която излиза на 8 май 2009 г. Песента вижда сътрудничеството на най-големите изпълнители на италианската музика и приходите от нея са дарени изцяло на населението, засегнато от земетресението в Акуила през 2009 г.
От април до ноември 2010 г. певецът участва в турнето Musiche ribelli Tour 2010.
На 3 октомври, по повод националния ден за борба с амиотрофичната латерална склероза, той взима участие в безплатен концерт в Арциняно заедно с Лучо Дала, Макс Джусти, Джузи Ферери, Франческо Гроло, Фиорела Маноя, Марко Менгони, Рон и група Статуто.

### 2011 - 2013 г.: албумSenza titolo
През януари 2011 г. Карбони изпълнява кратка роля в песента „Човешкипт елемент“ (L'elemento umano) на Джованоти, публикувана в албума на рапъра Ora. На 5 май е гост с Чезаре Кремонини на концерта на Джованоти във Futurshow Station (днешна Унипол Арена) в Казалекио ди Рено (етап от турнето на Джованоти Lorenzo Live - Оrа in Tour 2011-2012 ). Там той пее в дует песента „Море море“ (Mare mare).
През май участва заедно с Велвет, Пиеро Пелу, Еудженио Финарди, Тет дьо Боа, Куинториго и Рой Пачи във видеото „Едно „да“, за да кажем „не““ (Un si per dire no), организиран от Легамбиенте за гласуването срещу ядрената енергия в референдумите от юни.
На 13 септември излиза албумът му с оригинални песни „Без заглавие“ (Senza titolo), предшестван от синглите „Да си стегнеш куфарите“ (Fare le valigie) на 17 юни и „Егати каква хубава любов“ (Cazzo che bello amore) на 9 септември. Другите сингли са „Ричоне-Александер Платц“ (Riccione-Alexander Platz) и „През цялото време“ (Per tutto il tempo).
На 17 септември той отново гостува заедно с Чезаре Кремонини на концерта на Джованоти на Арена ди Верона (сцена на Lorenzo Live - Ora in Tour 2011-2012 ) в дует в песните Mare mare и La mia moto. На 30 септември участва във фестивала O'Scià в Лампедуза, където изпълнява версия unplugged на новите си сингли Fare le valigie и Cazzo che bello l'amore, и пее в дует с Клаудио Балиони Mare mare и с Тереза де Сио Inno nazionale.
На 3 декември от Сенигалия стартира Senza titolo Tour 2011-2012, което завършва на 6 октомври 2012 г. в Санта Флавия след 28 дати.
На 11 октомври 2012 г. излиза албумът на Фрийк Антъни Però quasi, съдържащ едноименната песен, изпълнена в дует с Карбони.
На 30 октомври е издаден албумът на Стадио 30 I nostri anni, който съдържа песента „Красива“ (Bella), написана от Лука Карбони и Фабио Либератори.
На 13 ноември е издаден албумът в памет на Джорджо Габер Per Gaber... io ci sono, съдържащ концертната песен „Да се преструваме, че сме здрави“ (Far finta di essere sani), изпълнена от италианския певец в дует с Рикардо Синигалия (песента е достъпна само в дигиталната версия на албума).
На 4 март 2013 г. Карбони участва в концерта на Пиаца Маджоре в Болоня (излъчен на живо по Rai 1), посветен на Лучо Дала, починал предходната година: заедно с други италиански изпълнители като Андреа Бочели, Дзукеро, Фиорела Маноя, Пино Даниеле, Джиджи Д'Алесио, Марко Менгони, Джулиано Санджорджи изпълнява „Какво ще бъде“ (Cosa sarà) и „Коя радост“ (Quale allegria).
На 2 май в Паола стартира турнето му Luca Carboni Tour 2013, което завършва на 14 септември в Черето Лациале след 16 дати.
На 6 май излиза албумът на Пертурбационе Musica X, съдържащ песента „Забранените целувки“ (I baci vietati) в дует с Лука Карбони (извлечена като сингъл на 17 октомври 2014 г.).
На 1 октомври, за да отпразнува 30 години от кариерата си, излиза новият сборен албум на певеца „Физически и политически“ (Fisico & politico), съдържащ 3 оригинални песни и 9 хита, записани преди това от изпълнителя, а сега предложени отново, този път в дует с Тициано Феро, Елиза, Джованоти, Аличе, Мигел Бозе, Франко Батиато, Биаджо Антоначи, Чезаре Кремонини и Самуеле Берсани. Първият оригинален сингъл от албума излиза на 6 септември: това е парчето Fisico & politico в дует с Фабри Фибра. Другите оригинални песни са „Винаги има песен“ (C'è sempre una canzone), написана от Лучано Лигабуе (извлечена като сингъл на 24 януари 2013 г.) и „Забрави“ (Dimentica). Другите сингли от албума са „Мълчаливи хора“ (Persone silenziose) (вторият на 15 ноември 2013 г.) и Ci vuole un fisico bestiale в дует с Джованоти (четвъртият на 6 юни 2014 г.).
На 17 декември в Палацо д'Акузио в Болоня Карбони получава като признание за 30-годишната си кариера „Сребърна Турита“.
На 20 декември в Болоня стартира театралното му турне Fisico & Politico Tour 2013-2014. На специалната дата 20 декември 2013 г. в Спортната палата на Болоня като гости присъстват Алберто Бертоли, Аличе, Андреа Мингарди, Биаджо Антоначи, Елиза, Гаетано Курери, Роберто Дрованди, Марко Тамбурини, Джани Моранди, Джованоти, Рикардо Синигалия, Рон, Самуеле Берсани, Сатурнино и Тициано Феро.

### 2014 г.: албумFisico & politico
През януари 2014 г. Карбони получава две номинации за наградите Rockol Awards 2013 в категориите „Най-добър италиански сингъл“ и „Най-добър италиански видеоклип“ с Fisico & politico с Фабри Фибра.
През февруари той получава четири номинации на Световните музикални награди 2014 в категориите „Най-добър албум“ с Fisico & Politico, „Най-добър мъж изпълнител“, „Най-добър изпълнител“ и „Най-добър изпълнител на живо“.
На 27 март излиза Live Session – първият миниалбум за цифрово теглене изключително по Амазон, съдържащо 6 песни в unplugged версия на живо, записани на 20 март в магазина на Амазон в Милано.
На 3 юни той получава Музикалната награда в Италийския форум в Рим (излъчени на живо по Rai 1) в категорията „Златно CD“ с албума си Fisico & politico и изпълнява „Винаги има песен“ (C'è sempre una canzone).
През юни той е автор на песента „Да те обичам от тук“ (Amarti da qui) (свободно вдъхновена от поемата Aquí te amo на Пабло Неруда) за Микеле Брави – победител в седмото издание на шоуто за таланти X Factor, публикувана в албума на Микеле Брави A passi piccoli.
На 4 октомври 2014 г. участва в концерт, организиран от Номади на Пиаца Дуомо в Милано, за да отпразнува 30 години от основаването на Фондация Exodus на Дон Антонио Маци заедно с Франческо Ренга, Нек и Аннализа. Пее част от Farfallina и Mare mare и дуетира с Номади в „Бог е мъртъв“ (Dio è morto). Изпълнението излиза на 2 декември на DVD Exodus-Nomadi Live.Tremenda voglia di musica.
На 27 октомври излиза албумът в памет на Рино Гаетано Solo con io, съдържащ песента „И аз съм съгласен“ (E io ci sto), изпълнена от Карбони и извлечена като първи сингъл на 24 октомври 2014 г. На 11 ноември е издаден албумът на Аличе Weekend, който съдържа песента Da lontano в дует с Лука Карбони и Паоло Фрезу, извлечена като втори сингъл на 9 януари 2015 г.

### 2015 - 2017 г.: АлбумPop-up
На 13 януари 2015 г. излиза албумът на Марко Менгони Parole in circolo, който съдържа песента „Ако бях на твое място“ (Se io fossi te), написана от Лука Карбони. Излиза и английската версия на песента For You I Will, достъпна само в цифрова версия на дигиталната платформа Tim Music,  и испанската версия Allì donde estés за албума Liberando palabras. Между май и септември 2015 г. певецът е ангажиран с турнето Luca Carboni Tour estivo 2015 на 16 италиански площада.
На 2 октомври е издаден новият албум с оригинални песни Pop-up, предшестван на 21 август 2015 г. от сингъла „Въпреки всичко Лука“ (Luca lo stesso). Вторият сингъл е „Болоня е правило“ (Bologna è una regola) (1 януари 2016 г.); третият е Happy (13 май 2016 г., използван като саундтрак от телевизионния оператор Sky Sport за Европейското първенство по футбол през 2016 г.; четвъртият е „Милано“ (7 октомври 2016 г.).
На 28 ноември певецът е на Медиоланум Форум в Асаго като гост на концерта на Джованоти – етап от турнето Lorenzo nei Palasport Tour 2015-2016. Двамата пеят „Все пак Лука“ (Luca lo stesso). Дуетът се повтаря на 21 декември в Унипол Арена в Болоня с добавяне на песента „Или е Коледа всеки ден“ (O è Natale tutti i giorni).
От февруари до декември 2016 г. Лука Карбони е ангажиран с турнето си Pop-up Tour 2016 с 42 етапа в италиански клубове, арени и площади.
На 22 април излиза албумът на Джейк Ла Фурия „Беж от тук“ (Fuori da qui), който съдържа едноименната песен в дует с Лука Карбони, извлечена като трети сингъл на 1 април. На 6 май излиза албумът на Джанлука Гриняни Una strada in mezzo al cielo, който съдържа песента „Наполовина сокол“ (Falco a metà) в дует с Лука Карбони. На 3 юни излиза концертният албум на Самуеле Берсани (CD + DVD) La fortuna abbiamo (Live), който съдържа кавъра на Лучо Дала „Песен“ (Canzone), изпълнен на живо в дует с Лука Карбони в Аудиториум „Парк на музиката“ в Рим на 30 май 2015 г. по време на концерта-събитие Plurale unico, на който присъстват много приятели и колеги на Берсани. На 24 юни е издаден дебютният албум на диджея Скуало Яко (Марко Якониани) Marco e basta, който съдържа кавъра на Карбони ll mio cuore fa ciock, изпълнен в дует с него и извлечен като първи сингъл на 20 май.
На 6 юни певецът получава на Арена ди Верона две Музикални награди „Уинд“ в категорията „Златен албум“ с Pop-up и „Платинен сингъл“ с песента Luca lo stesso.
На 14 юли е публикуван за цифрово изтегляне албум, съдържащ ремикси на Happy Happy (DJ Matrix Matt & Joe Remix, Gino Latino & LukeAT Remix). На 28 октомври излиза самостоятелният дебютен албум на певеца Boosta от Субсоника La stanza intelligente,  който съдържа песента „Като снега“ (Come la neve), изпълнена в дует с Лука Карбони и извлечен като сингъл на 25 ноември. На 17 декември Лука Карбони е в „Атлантико“ в Рим като гост на Mainstream Tour 2016 на Калкута, с когото прави дуети в песента Del verde.
На 9 и 11 май 2017 г. певецът е на PalaLottomatica в Рим и на Медиоланум Форум в Асаго като гост на Completamente senza estate Tour 2017 на Дъджорналисти, с които прави дуети в песните „Пази това твое момче“ (Proteggi questo tuo ragazzo) и Luca lo stesso. На 22 май е на Унипол Арена в Болоня като гост на турнето на Франческо Ренга Scriverò il tuo nome Live palasport Tour 2017, с когото пее в дует парчето Luca lo stesso. На 13 септември е на Арена ди Верона като гост на турнето на Елиза Together Here We Are 2017, с която прави дует в песента „Ела да живееш с мен“ (Vieni a vivere con me).

### 2018 - 2019 г.: АлбумSputnik
На 9 февруари 2018 г. излиза албумът на група Ло Стато Сочале Primati, съдържащ песента „Лесно“ (Facile) в дует с Лука Карбони, издадена като сингъл на 25 май.
На 8 юни излиза новият албум на певеца, състоящ се от 9 оригинални парчета, озаглавен Sputnik, предшестван на 27 април 2018 г. от сингъла „Голям празник“ (Una grande festa). Другите сингли са „Аз не искам“ (Io non voglio) и „Всяко нещо, което гледаш“ (Ogni cosa che guardi).
На 2 юни в Римския театър на Верона певецът участва в Lucio! – концерт в памет на Лучо Дала заедно с много италиански изпълнители, сред които Рон, Масимо Раниери и Гаетано Курери. Пее в дует с Рон песента „Коя радост“ (Quale allegria). Концертът се води от Мишел Хунцикер и се излъчва в праймтайма по Canale 5 на 31 август. Дуетът с Карбони е публикуван в албума на Рон Lucio!!, излязъл на 26 април 2019 г.
На 28 септември излиза албумът на група Тироманчино Fino a qui, съдържащ песента „Да се научиш от вятъра“ (Imparare dal vento) в дует с Карбони. През същия месец Карбони се присъединява към кампанията Il battito del cuore, стартирана от фармацевтичната мултинационална компания Байер за повишаване на чувствителността на населението към важността на превенцията за намаляване на риска от сърдечно-съдови заболявания, представляващи 31% от световната смъртност. Изпълнителят проектира и създава логото на кампанията (стилизирано сърце в топли цветове, предизвикващ и поетичен образ, поставящ в центъра сърцето в неговата цялост – символ на любов, страст и живот) и изпълнява песента „Сърцето ми прави „чок““ (Il mio cuore fa ciock) от 1993 г. в хорова версия с група пациенти от Асоциация A.L.I.C.E. Италия от Генуа, занимаваща се с рехабилитацията им. Песента излиза на 29 септември (Световният ден на сърцето) чрез видеоклип, публикуван в социалните мрежи.
През ноември той получава две номинации за наградите Rockol Awards 2018 в категориите „Най-добър италиански албум“ със Sputnik и „Най-добър италиански изпълнител на живо“.
На 9 ноември 2018 г. излиза албумът на Марко Армани Con le mie parole, съдържащ песента „Да бъдем твърди“ (Esser duri) в дует с Лука Карбони.
От октомври 2018 г. до октомври 2019 г. той е на турнето си Sputnik Tour 2018-2019, което има 55 етапа в клубове, дворци, театри и италиански площади.
На 22 февруари 2019 г. излиза благотворителният сингъл „Има работа“ (C'è da fare), който вижда сътрудничеството на 25 италиански музикални изпълнители, включително Лука Карбони, и приходите от него са дарени на общността, засегната от трагедията на срутването на виадукта Полчевера в Генуа на 14 август 2018 г.
През май той изпълнява „Преди да тръгнеш“ (Prima di partire) в дует с певеца-автор на песни Джорджо Пой, достъпен за цифрово изтегляне и извлечен като четвърти сингъл от албума Sputnik на 14 юни 2019 г.
На 10 юли певецът гостува на Джованоти на концерта на плажа в Римини, етап от турнето на Джованоти Jova Beach Party Tour 2019. Те дуетират заедно в песните Mare mare, Ci vuole un fisico bestiale и 4/3/1943 на Лучо Дала.
На 7 септември той е гост на Дъджорналисти на концерта в Циркус Максимус в Рим, сцена на турнето им Love Tour 2019. Те пеят в дует песента Luca lo stesso.
През октомври Карбони има камео в ролята на самия себе си във филма „Ако ме обичаш“ (Se mi vuoi bene) на Фаусто Брици и песента му „Меланхолия“ (Melancolia) е използвана като саундтрак. Същия месец той отново се присъединява към кампанията на Байер Il battito del cuore. Изпълнителят, след като избира петима музиканти кардиолози, изпълнява с тях в хорова версия песента Ci vuole un fisico bestiale от 1991 г. Песента е пусната на 21 октомври в социалните канали чрез видеоклип, записан на покрива на Поликлиника „Сан Мартино“ в Генуа.
Певецът излага лична селекция от 41 произведения, създадени от 1998 до 2019 г., на изложба, озаглавена „Болоня е образ“ (Bologna è un'immagine) в Палацо „Арнолфи“ в град Лука на Lucca Comics & Games.
През ноември с турнето си Sputnik Tour 2018-2019 получава номинация за Награди Рокол (Rockol Awards) в категорията „Най-добър италиански изпълнител на живо“, впоследствие спечелена от Васко Роси.
На 15 ноември излиза албумът Note di viaggio - Capitolo 1: venite avanti... – звукозаписен проект, посветен на песните на певеца-автор на песни Франческо Гучини, който вижда сътрудничеството на 13 италиански музикални изпълнители, включително Лука Карбони. Изпълнителят пее в в дует със Самуеле Берсани песента „Песен на извънградските гостилници“ (Canzone delle osterie di fuori porta), първоначално публикувана в албума на Гучини Stanze di vita quotidiana от 1974 г.

### 2020 - 2022 г.
На 7 февруари 2020 г. излиза албумът на Марко Мазини Masini +1 30th Anniversary, съдържащ песента Fuck off (Vaffanculo) в дует с Лука Карбони. На 3 април излиза сингълът „Сгрешена песен“ (Canzone sbagliata) на рапъра Данти в дует с Шейд и Лука Карбони. На 8 май 2020 г. сингълът Ma il cielo è sempre blu (Italian Stars 4 Life) – кавър на „Небето е все по-синьо“ (Ma il cielo è sempre più blu) на Рино Гаетано от 1975 г. е пуснат за цифрово изтегляне, в която Лука Карбони участва в хорово сътрудничество (записан дистанционно) с 54 от най-популярните италиански певци и музиканти. Песента е създадена в подкрепа на италианския Червен кръст по време на извънредното положение във връзка с пандемията от COVID-19. На 10 юли излиза сингълът на Карбони „Песента на лятото“ (La canzone dell'estate), написана по време на карантината.
На 30 септември 2021 г. певецът е на „Арена на Верона“ като гост на Марко Мазини, за да отпразнува 30-годишната му кариера, пеейки с него песента Vaffanculo.
На 1 октомври във Фаенца той получава награда за цялостна кариера на Срещата на независимите лейбъли (MEI).
На 5 ноември  на CD излиза благотворителният албум (за AVSI Kenya) Punto fermo - Chieffo Charity Tribute, съдържащ кавъри на свещена музика на Клаудио Киефо, направени от италиански изпълнители, сред които „Не заслужавам“ (Io non sono degno), изпят от Карбони.
През януари 2022 г. Карбони обявява, че работи по 13-ия си студиен албум с Марта Вентурини.

## Личен живот
Лука Карбони живее в къща в провинцията на Валсамоджа заедно с Марина Вани от 1989 г., от която има син Самуеле, роден през 1999 г.
Почитател е на ФК Болоня и на баскетболния отбор от Болоня Фортитудо. Обявява се за католик и ходи на литургия.

## Дискография

### Студийни албуми
- 1984 - ...intanto Dustin Hoffman non sbaglia un film
- 1985 - Forever
- 1987 - Luca Carboni
- 1989 - Persone silenziose
- 1992 - Carboni
- 1995 - MONDO world welt monde
- 1998 - Carovana
- 2001 - LU*CA
- 2006 - ...le band si sciolgono
- 2011 - Senza titolo
- 2015 - Pop-up
- 2018 - Sputnik

### Кавър албуми
- 2009 - Musiche ribelli

### Сборни албуми
- 1993 - Diario Carboni
- 1999 - Il tempo dell'amore
- 2007 - Una rosa per te
- 2013 - Fisico & politico

### Концертни албуми
- 2003 - Live

## Видеография

### Музикални видеоклипове
- 1984: Ci stiamo sbagliando
- 1985: Fragole buone buone
- 1985: Sarà un uomo
- 1987: Silvia lo sai
- 1987: Vieni a vivere con me
- 1988: Lungomare
- 1989: Primavera
- 1990: Persone silenziose
- 1992: Ci vuole un fisico bestiale
- 1992: Le storie d'amore
- 1993: Faccio i conti con te
- 1993: Il mio cuore fa ciok
- 1995: Inno nazionale
- 1995: Non è
- 1996: Virtuale
- 1998: Le ragazze
- 1998: Colori (i)
- 1998: Colori (ii)
- 1999: La mia ragazza
- 2001: Mi ami davvero
- 2003: La nostra storia
- 2003: Settembre
- 2006: Malinconia
- 2006: Lampo di vita
- 2006: Le band
- 2006: Sto pensando
- 2006: La mia isola
- 2007: C'è
- 2009: Ho visto anche degli zingari felici (с Рикардо Синигалия)
- 2009: Raggio di sole
- 2009: Eppure soffia
- 2009: Domani 21/04.2009 (с Artisti Uniti per l'Abruzzo)
- 2011: Fare le valigie
- 2011: Cazzo che bello l'amore
- 2012: Per tutto il tempo
- 2013: Fisico & politico (с Фабри Фибра)
- 2013: Persone silenziose (с Тициано Феро)
- 2014: C'è sempre una canzone
- 2014: I baci vietati (с Пертурбационе)
- 2015: Luca lo stesso
- 2016: Bologna è una regola
- 2016: Fuori da qui (с Джейк Ла Фурия)
- 2016: Il mio cuore fa ciock (със Скуало Яко)
- 2016: Happy
- 2016: Milano (версия I)
- 2016: Milano (версия II)
- 2018: Una grande festa
- 2018: Io non voglio
- 2019: Ogni cosa che tu guardi
- 2019: C'è da fare (с Кесиоглу и Friends per Genova)
- 2019: Prima di partire (с Джорджо Поли)
- 2020: Canzone sbagliata (с Данти и Шейд)
- 2020: Ma il cielo è sempre più blu (Italian Stars 4 Life) (с Italian Allstars 4 Life)
- 2021: Uomo nero (с Мара Редегиери)

### Концертни видеоклипове
От  VHS Diario Carboni, 1993
- La mia città
- Ci stiamo sbagliando
- Fragole buone buone
- Farfallina
- Vieni a vivere con me
- Silvia lo sai
- Persone silenziose
- Il punto
- Primavera
- Le storie d'amore
- L'amore che non c'è
- Siamo le stelle del cielo
- Ci vuole un fisico bestiale
- Mare mare (Bologna-Riccione)

Други
От 1996 г.:
- Non c'è
- Preghiamo per il mondo

## Телевизия и кино
- L'ispettore Coliandro, епизод Doppia rapina, реж. Манети Брос. (2009)
- Se mi vuoi bene (2019)

## Турнета
- Luca Carboni Tour 1984
- Luca Carboni Tour 1985
- Luca Carboni Tour 1986
- Luca Carboni Tour 1987-1988
- Persone silenziose Tour 1990
- Ci vuole un fisico bestiale Tour 1992
- Carboni-Jovanotti in concerto 1992
- Ci vuole un fisico bestiale Tour 1993 Europa
- Diario Carboni Tour 1993
- Diario Carboni Tour 1994 Europeo
- Mondo Tour 1996
- Carovana Tour 1998-1999
- Europe Live Tour 2000
- Lu*Ca Tour 2002
- Autoritratto Live Tour 2004
- ...le band si sciolgono Tour 2007
- Musiche ribelli Tour 2009
- Musiche ribelli Tour 2010
- Senza titolo Tour 2011-2012
- Luca Carboni Tour 2013
- Fisico & politico Tour 2013-2014
- Luca Carboni Tour estivo 2015
- Pop-up Tour 2016
- Sputnik Tour 2018-2019

## Кавъри
Следните изпълнители изпълняват кавъри на Лука Карбони:
| Година | Изпълнител                            | Заглавие                                                       | Албум                           |
| ------ | ------------------------------------- | -------------------------------------------------------------- | ------------------------------- |
| 1988   | Тимбирике                             | Tú y yo somos uno mismo (версия на испански на "Sarà un uomo") | Timbiriche VIII & IX            |
| 1997   | Масимо Раниери                        | Le storie d'amore                                              | Canzoni in corso                |
| 1999   | Лигеа                                 | Ci sei perché                                                  | Ci sei perché (CD singolo)      |
| 2000   | Пино Бекария                          | Fragole buone buone                                            | Fotosintesi                     |
| 2008   | Нери пер Казо (в дует с Л. Карбони)   | Ci vuole un fisico bestiale                                    | Angoli diversi                  |
| 2008   | Ирене Гранди                          | O è Natale tutti i giorni                                      | Canzoni per Natale              |
| 2010   | Иван Катанео                          | Ci stiamo sbagliando                                           | 80 e basta!                     |
| 2011   | Тереза де Сио                         | Inno nazionale                                                 | Tutto cambia                    |
| 2013   | Велвет                                | Le case d'inverno                                              | La razionalità                  |
| 2013   | Козмо & Колапеше                      | Mare Mare                                                      |                                 |
| 2014   | Management del dolore post-operatorio | Fragole buone buone                                            | McMao                           |
| 2015   | Незли                                 | Mare mare                                                      | Andrà tutto bene - Live Edition |
| 2016   | Алѝ                                   | Colori                                                         | Facciamo niente insieme         |
| 2016   | Поп X                                 | Luca lo stesso                                                 |                                 |
| 2016   | Скуало Яко                            | Il mio cuore fa ciock (дует с Л. Карбони)                      | Marco e basta                   |
| 2021   | Джузепе де Кандия                     | Ci stiamo sbagliando                                           |                                 |